# Lucio Fulcinio
Lucio Fulcinio  fue un político romano del siglo II a. C. perteneciente a la gens Fulcinia. Ejerció el cargo de cuestor en el año 148 a. C. destinado en la provincia de Macedonia bajo el gobierno de Metelo el Macedónico.